# チュリ・ウルディン (曲)
「チュリ・ウルディン」（バスク語:Txuri-urdin, スペイン語:Blanquiazul）は、リーガ・エスパニョーラのサッカークラブ、レアル・ソシエダのクラブ公式アンセム、応援歌・讃美歌。曲名はクラブおよびファン・サポーターの愛称でもある「白と青」を意味する。1970年にリカルド・サバディエによってバスク語で作詞・作曲された。

## 歴史
レアル・ソシエダには、その歴史を通じて複数の非公式なテーマソングが存在した。ある程度継続的に使用された最初のテーマソングと考えられているのは、カルメロ・ベトレ氏が1923年4月27日にクラブに捧げるために作曲したマーチである。1950年代、指揮者アントニオ・イバロンド氏の編曲とF・ウガルテ氏の作詞 で、とある牧師が作ったバスク風マーチを元に「ア・ラ・レアル・ソシエダ・デ・サン・セバスティアン」という曲が作られた。後者は覚えやすいマーチであるため、1970年まで公式ソングのように捉えられていた。
それからホセ・ルイス・オルベゴソ会長の代(1967-1983)になり、会長みずからの依頼で、 地元出身の作曲家・詩人のリカルド・サバディエ氏にクラブのための新しい曲を作ってくれるよう依頼した。数年かかって完成した新曲「チュリ・ウルディン」は、レアル・ソシエダがクラブ史上最高の時代を誇った時期に使用されたこともあって、過去のアンセムやテーマソングを名実ともに非公式化するほど高い認知度を得た。実際この曲は誕生から約40年近く経っているにもかかわらず、現在まで公式クラブ・アンセムの座を守り続けている。
曲の歌詞は全体的にバスク語。シンプルな内容の詞は、クラブが根本的にサン・セバスティアンとギプスコアを代表する存在である事を謳う。生誕以来、チュリ・ウルディンは多くのアレンジ・ヴァージョンがある事でも知られる。サバディエ氏の手によるオリジナル版は、エスコラ合唱団によって後にコーラスをつけた合唱版を派生させた。最も有名で古典的なヴァージョンと考えられているのは、1980年代に人気を誇ったポップ・グループ「トポリーノ・ラディオ・オルケスタ」のボーカルで、ギプスコア出身のホアキン・ラリアによる独唱版 である。
バスク語作家・音楽家イマノル・ウルベイタが作ったヴァージョンは、エスタディオ・デ・アトーチャの1980年代当時の雰囲気をチストゥラリス・チキス(笛・太鼓を主体としたバスク音楽)の楽隊と共に謳い上げた。バスク音楽系総合アーティストで政治活動家のハヴィエル・アムレサは、初めてチュリ・ウルディンの「対抗アンセム」の作曲を依頼された希少な人物で、彼が作った新アンセムの「バトゥ・ビ・ヒル・ラウ(1･2･3･4)」という音頭は大人気となった。しかし、それでも公式採用されるには至らなかった。また1990年代に、地元サン・セバスティアンの国際的に有名な合唱団オルフェオン・ドノスティアラが歌ったヴァージョン は、エスタディオ・デ・アノエタでのホームゲームで数年間にわたり会場内に流れた。
2009年にレアル・ソシエダは創立100周年を迎え、これを記念する「エウン・ウルテス(100年から)という副題と共に、新たなチュリ・ウルディンのアレンジ・ヴァージョンを作成した。作曲はベネズエラのカラカス出身でサン・セバスティアン在住のポップス歌手であるミケル・エレンチュン、作詞はギプスコア生まれのバスク語歌手・作詞家のアンドニ・エガニャが手掛けた。